# Deux Hommes nus dans un jacuzzi
Pour un article plus général, voir Saga de la pluie de météores.
Deux Hommes nus dans un jacuzzi (Two Guys Naked in a Hot Tub en version originale) est le huitième épisode de la troisième saison de la série animée South Park, ainsi que le 39e épisode de l'émission. C'est aussi le deuxième épisode d'une trilogie : la saga de la pluie de météores (avec Orgie de chat et Les Scouts juifs).

## Synopsis
Après avoir laissé Shelley chez Cartman, la famille Marsh se rend chez M. Mackey, et Stan est relégué à la cave avec d'autres enfants pas très fréquentables à son goût. Pendant ce temps, l'ATF encercle la maison pensant que les fêtards sont des illuminés attendant la pluie d'étoiles pour commettre un suicide collectif.